# Blame It on My Youth (The Art Farmer Quintet)
Blame It on My Youth è un album del quintetto condotto da Art Farmer,  pubblicato dalla Contemporary Records nel 1988. L'album fu registrato il 4 e 8 febbraio dello stesso anno al Counterpoint Recording di New York (Stati Uniti).

## Tracce
Lato A
1. Blame It on My Youth – 7:05 (Edward Heyman, Oscar Levant)
2. Fairytale Countryside – 9:46 (Fritz Pauer)
3. The Smile of the Snake – 6:01 (Donald Brown)

Lato B
1. Third Avenue – 8:16 (Clifford Jordan)
2. Summer Serenade – 6:16 (Benny Carter)
3. Progress Report – 4:32 (James Williams)
4. I'll Be Around – 5:04 (Alec Wilder)

## Musicisti
- Art Farmer - flicorno
- Clifford Jordan - sassofono tenore
- James Williams - pianoforte
- Rufus Reid - basso acustico
- Victor Lewis - batteria